# Cirurgia ortopèdica
La cirurgia ortopèdica (de orthos: adreçar, corregir i paidos: nen) estudia i tracta els processos congènits (deformitats amb les que la persona neix) i adquirits (deformitats adquirides, processos degeneratius com l'artrosi, lesions tumorals i processos infecciosos) de l'aparell locomotor.
El terme ortopèdia va ser descrit, per primer cop, pel metge francès M. Andry el 1714, al fer referència al tractament de les deformitats de la columna vertebral dels nens mitjançant la correcció postural. A ell se li deu també el símbol de l'ortopèdia al representar-la com un petit arbre tort que s'intenta adreçar lligant-lo a un pal dret.